# Musikjahr 1827
Liste der Musikjahre

◄◄ | ◄ | 1823 | 1824 | 1825 | 1826 | Musikjahr 1827 | 1828 | 1829 | 1830 | 1831 | ► | ►►

Weitere Ereignisse
Dieser Artikel behandelt das Musikjahr 1827.

## Ereignisse
- 29. März: Etwa 20.000 Menschen begleiten den Trauerzug für den verstorbenen Ludwig van Beethoven. Die von Franz Grillparzer verfasste Grabrede hält der Schauspieler Heinrich Anschütz. Unter den Fackelträgern befindet sich auch der Komponist Franz Schubert.
- 04. Juni: In Plochingen findet an Pfingsten das erste deutsche Liederfest statt, zu dem sich überwiegend Liederkränze aus Südwestdeutschland einfinden.

## Instrumental und Vokalmusik (Auswahl)

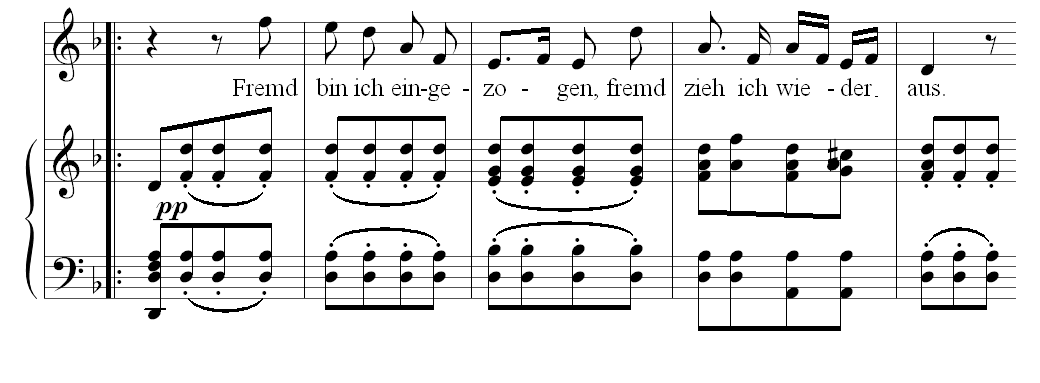
Franz Schubert – Winterreise – „Gute Nacht“ Takt 7–11

- Franz Berwald: Konzertstück F-Dur für Fagott und Orchester
- Frédéric Chopin: Variations sur „Là ci darem la mano“ de „Don Juan“ de Mozart B-Dur für Klavier und Orchester op. 2
- Franz Lachner: Klavier Sonate F-Dur op. 25; Klavier Sonate für Klavier 4-hd. c-Moll op. 20;
- Gioachino Rossini: Cantata per Aguado (Kantate)
- Franz Schubert: Winterreise op. 89; Klaviertrio Nr. 2 op. 100 D. 929; Impromptus D. 899 und D. 935; Klaviertrio Nr. 1. Das Werk wurde 1827 begonnen und im Januar 1828 uraufgeführt. Der Wanderer an den Mond; Das Zügenglöcklein; Grazer Galopp
- Johann Strauss (Vater): Wiener Carneval op. 3; Kettenbrücken-Walzer op. 4; Gesellschaftwalzer op. 5; Wiener-Launen-Walzer op. 6

## Musiktheater

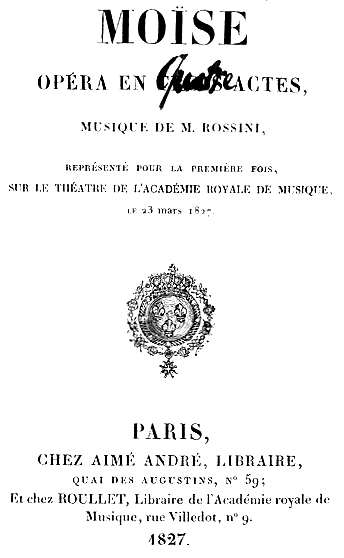
Gioachino Rossini – Moïse et Pharaon – Titelseite des Librettos, Paris 1827

- 07. Januar: Uraufführung der Oper Olivo e Pasquale von Gaetano Donizetti in Rom
- 17. Januar: Uraufführung der Oper Lucretia von Heinrich Marschner in Danzig
- 30. Januar: Uraufführung der komischen Oper L'Artisan von Fromental Halévy an der Opéra-Comique in Paris
- 17. Februar: Uraufführung der Oper Giovanna d’Arco von Nicola Vaccai in Venedig
- 08. März: Uraufführung der Oper Gli Arabi nelle Gallie ossia Il Trionfo della fede (Die Araber in Gallien oder Der Triumph der Treue) von Giovanni Pacini am Teatro alla Scala di Milano in Mailand
- 26. März: Uraufführung der Oper Moïse et Pharaon von Gioachino Rossini an der Pariser Oper.
- 21. April: Uraufführung der Oper La Folle de Glaris von Conradin Kreutzer im Théâtre de l’Europe in Paris.
- 29. April: Die Uraufführung der Oper Die Hochzeit des Camacho von Felix Mendelssohn Bartholdy nach der literarischen Vorlage Don Quijote von Miguel de Cervantes findet im Königlichen Schauspielhaus in Berlin statt. Obwohl das Werk zu Mendelsohns Unzufriedenheit auf einer Nebenbühne aufgeführt wird, wird es vom Publikum sehr positiv aufgenommen. Weitere Aufführungen scheitern allerdings zunächst an der Erkrankung des Don Quixote, Heinrich Blume, und unterbleiben schließlich ganz.
- 13. Mai: Uraufführung der Oper Otto mesi in due ore von Gaetano Donizetti in Neapel
- 19. Mai: Uraufführung der Oper Sangarido von Michele Carafa in der Opéra-Comique, Paris
- 19. August: Uraufführung der Oper Il borgomastro di Saardam von Gaetano Donizetti in Neapel
- 22. August: Uraufführung der Oper Les deux Figaro von Michele Carafa im Théâtre Odéon, Paris
- 13. Oktober: Uraufführung der Oper L’Eau de jouvence von Conradin Kreutzer im Théâtre de l’Europe in Paris. Das Werk ist zwischenzeitlich verschollen.
- 27. Oktober: Die Uraufführung der Oper Il pirata (Der Pirat) von Vincenzo Bellini erfolgt am Teatro alla Scala di Milano in Mailand. Das Libretto hat Felice Romani auf Grundlage des Romans Bertram or the Castle of St. Aldobrand von Charles Robert Maturin verfasst.
- 03. November: Uraufführung der komischen Oper Le Roi et le batelier von Fromental Halévy an der Opéra-Comique in Paris
- 21. November: Uraufführung der Oper Le convenienze teatrali von Gaetano Donizetti. Die Oper wurde 1831 umgearbeitet und erschien dann unter dem Titel Viva la Mamma
- 27. Dezember: Uraufführung der Oper Masaniello, ou Le pêcheur napolitain von Michele Carafa in der Opéra-Comique, Paris
- 28. Dezember: Uraufführung der Oper Le Mal du pays ou La Bâtelière de Brientz von Adolphe Adam am Théâtre du Gymnase in Paris

## Weitere Werke
- Louis Spohr: Pietro von Abano, (Romantische Oper in zwei Aufzügen)
- Franz Schubert: Der Graf von Gleichen (Romantische Oper, unvollendet)
- Giovanni Pacini: Margherita regina d'Inghilterra (Oper)
- Saverio Mercadante vier Opern: (1) Ezio; (2) Il montanaro; (3) Ipermestra (zweite Fassung); (4) La testa di bronzo, ossia La capanna solitaria
- Ferdinand Hérold: La Somnambule ou L’Arrivée d’un nouveau seigneur (Ballett); Astolphe et Joconde ou Les Coureurs d’aventures (Ballett)
- Luigi Ricci: Il diavolo condannato a prender moglie (Oper); La lucerna di Epitteto (Oper)

## Gründungen
- Das Philharmonische Orchester Bremerhaven wird gegründet.

## Musikinstrumente
- Der englische Orgelbauer John Abbey baut eine Orgel für die Industrieausstellung im Louvre.[1]
- Der englische Orgelbauer John Abbey erweitert die Orgel in der Maison d'éducation de la Légion d'honneur in Saint-Denis.[2]

## Geboren

### Geburtsdatum gesichert
- 10. Januar: Conrad Paul Wusching, rumäniendeutscher Komponist, Kirchenmusiker und Chorleiter († 1900)
- 21. Januar: Joseph Charlot, französischer Komponist († 1871)
- 08. Februar: Eugénie de Santa-Coloma, französische Komponistin und Sängerin († 1895)
- 09. Februar: Auguste Dupont, belgischer Pianist und Komponist († 1890)
- 11. Februar: Tony Franck, deutsche Pianistin († 1875)
- 12. Februar: Alexander Wilhelm Gottschalg, thüringischer Kantor, Organist und Komponist († 1908)
- 22. Februar: Hugo Hünerfürst, deutscher Komponist, Geiger, Dirigent und Kapellmeister († 1867)
- 05. März: Émile Jonas, französischer Komponist und Kantor († 1905)
- 06. März: Emil Bürde, deutscher Theaterschauspieler und Sänger († 1898)
- 11. März: Franz Magnus Böhme, deutscher Musiklehrer, Volksliedforscher und -sammler († 1898)
- 13. März: Leo Kofler, österreichischer Organist und Gesangslehrer sowie Begründer der Atemtherapie († 1908)
- 16. März: John Baptiste Calkin, englischer Organist, Komponist und Musikpädagoge († 1905)
- 02. April: Józef Nikorowicz, polnischer Komponist († 1890)

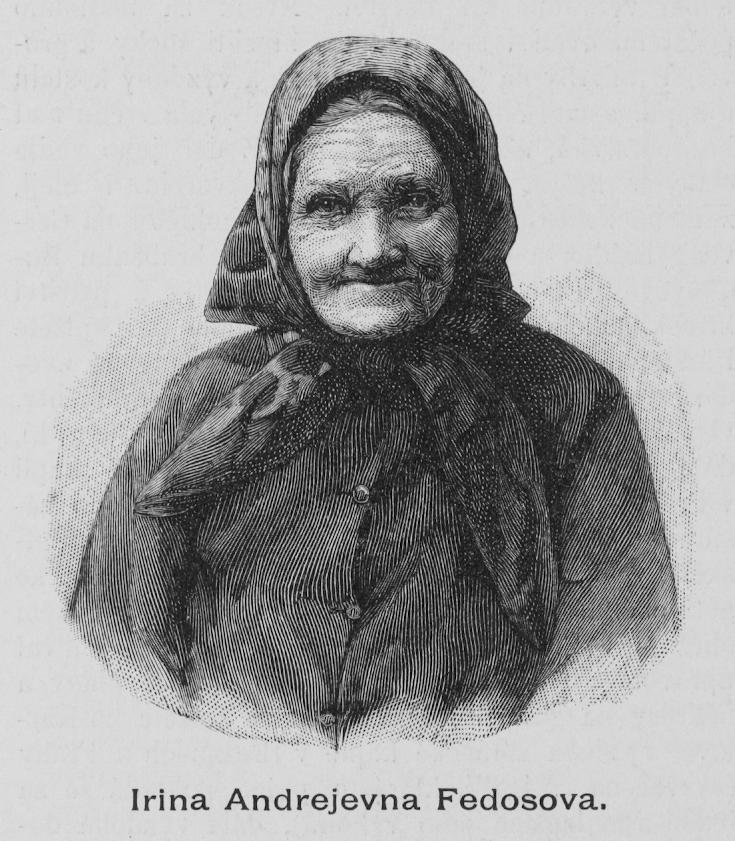
Irina Andrejewna Fedossowa; * 29. April

- 29. April: Irina Andrejewna Fedossowa, russische Geschichtenerzählerin und Volksliedsängerin († 1899)
- 02. Mai: Adolf Grimminger, deutscher Sänger, Dichter und Bildhauer († 1909)
- 04. Mai: Felix Aerts, belgischer Violinist und Komponist († 1888)
- 10. Juni: Louise Aglaé Massart, französische Pianistin, Musikpädagogin und Komponistin († 1887)
- 24. Juni: Alma von Wasielewski, deutsche Pianistin († 1871)
- 11. August: Ellsworth C. Phelps, US-amerikanischer Komponist und Organist († 1913)
- 20. August: Josef Strauss, österreichischer Komponist und Dirigent († 1870)
- 22. August: Edouard Silas, niederländischer Komponist und Organist († 1909)
- 31. August: Anna Bartlett Warner, US-amerikanische Schriftstellerin, Dichterin und Kirchenlieddichterin († 1915)

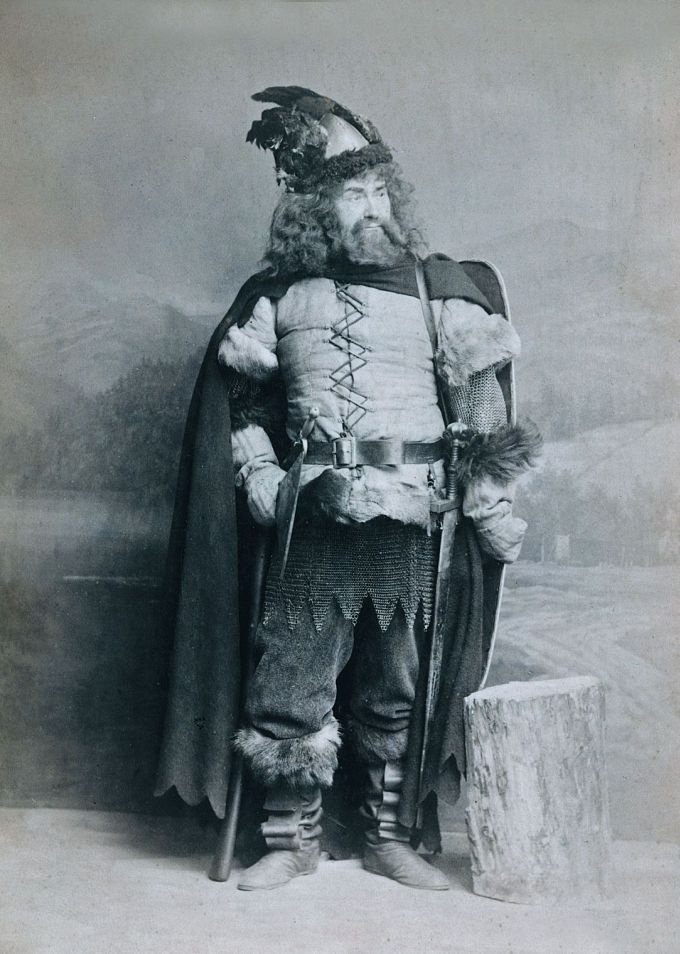
Wilhelm Hellmuth-Bräm; * 16. November

- 06. Oktober: Carl Riedel, deutscher Kapellmeister († 1888)
- 09. Oktober: Max Seifriz, deutscher Geiger, Komponist und Dirigent († 1885)
- 03. November: Moritz Erdmann Puffholdt, deutscher Komponist, Geiger, Dirigent und Kapellmeister († 1890)
- 12. November: Gustav Adolf Merkel, deutscher Orgelvirtuose und Komponist († 1885)
- 16. November: Wilhelm Hellmuth-Bräm, Schweizer Sänger und Schauspieler († 1889)
- 21. November: Martin Blumner, deutscher Komponist und Musiktheoretiker († 1901)
- 06. Dezember: Friedrich Albert Mehmel, deutscher Orgelbauer († 1888)
- 27. Dezember: Auguste Podesta, deutsche Opernsängerin (Sopran) († 1902)

### Genaues Geburtsdatum unbekannt
- Ferdinando Bonamici, italienischer Komponist und Musikpädagoge († 1905)
- Louis Drechsler, deutscher Cellist († 1860)
- George Lichtenstein, ungarischer Politiker, Pianist und Musikpädagoge († 1893)
- Friedrich August Meinel, deutscher Flötist, Kammermusiker in der Königlichen Hofkapelle Dresden und Musikpädagoge († 1902)
- Wladimir Nikititsch Kaschperow, russischer Komponist († 1894)

## Gestorben

### Todesdatum gesichert

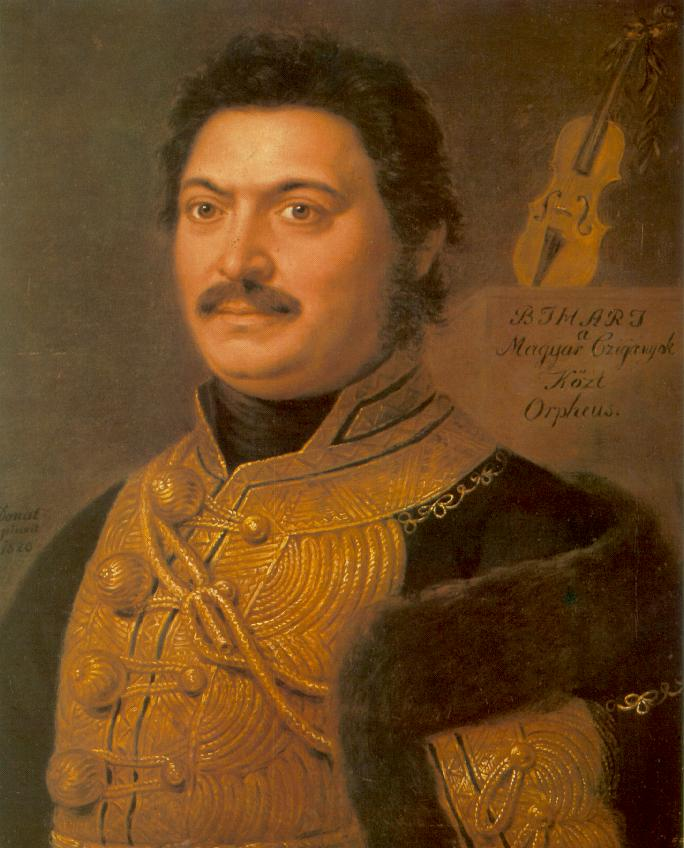
János Bihari; † 26. April

- 11. Februar: José Lidón, spanischer Komponist (* 1748)
- 26. März: Ludwig van Beethoven, deutscher Komponist (* 1770)
- 26. April: János Bihari, ungarischer Komponist (* 1764)
- 02. August: James Hewitt, US-amerikanischer Komponist (* 1770)
- 12. September: Peter Hölzl, österreichischer Orgelbauer (* 1751)
- 06. November: Bartolomeo Campagnoli, italienischer Violinist, Komponist und Dirigent (* 1751)
- 06. November: Wilhelm Lechleitner, österreichischer Komponist, Chorregent und Pädagoge (* 1779)
- 20. November: Carl Friedrich Peters, deutscher Musikalien- und Buchhändler sowie Verleger (* 1779)
- 20. November: Alexei Nikolajewitsch Titow, russischer Komponist (* 1747)

### Genaues Todesdatum unbekannt
- James Davis, englischer Orgelbauer (* 1762)